# Monarquía

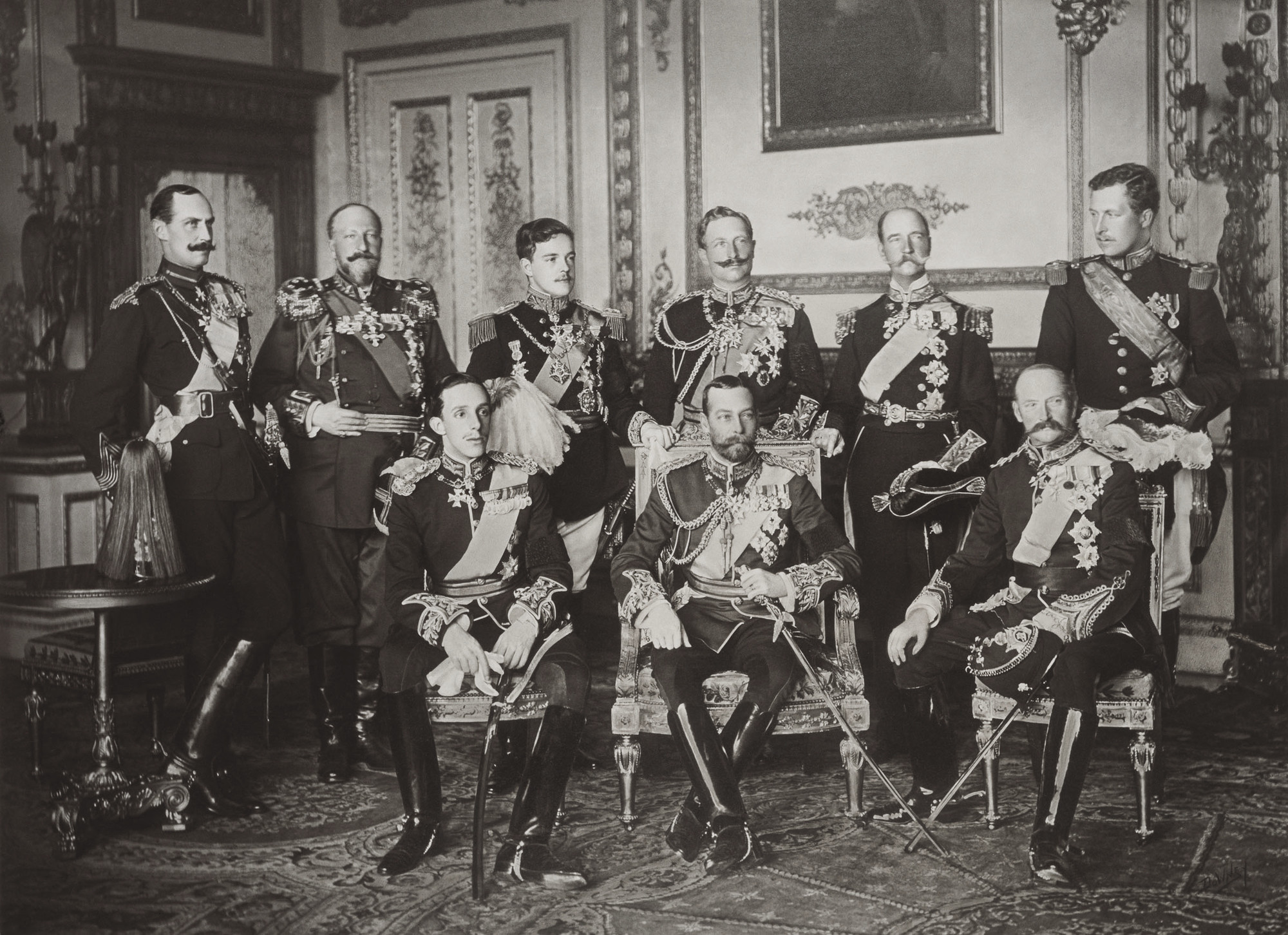
Foto grupal de monarcas europeos en el Castillo de Windsor, reunidos por el funeral del rey Eduardo VII del Reino Unido (20 de mayo de 1910). De izquierda a derecha, de pié: Haakon VII de Noruega, Fernando I de Bulgaria, Manuel II de Portugal, el kaiser Guillermo II de Alemania, Jorge I de Grecia y Alberto I de Bélgica. Sentados, de izquierda a derecha: Alfonso XIII de España, Jorge V del Reino Unido y Federico VIII de Dinamarca.

Monarquía constitucional / parlamentaria
Monarquía de la Mancomunidad de Naciones
Monarquía semiconstitucional
Monarquía absoluta
Entidad monárquica a nivel subestatal

La monarquía (del latín: monarchĭa; y este del griego antiguo: μοναρχία [monarkhía]; que proviene de μονος (uno) y αρχειν (gobierno) como «gobierno de uno») es una forma de Estado (aunque en muchas ocasiones es definida como forma de gobierno) en la cual un grupo integrado en el Estado, generalmente una familia que representa una dinastía, encarna la identidad nacional del país y su cabeza, el monarca, ejerce el papel de jefe de Estado. El poder político del monarca puede variar desde lo puramente simbólico (monarquía parlamentaria), a integrarse en la forma de gobierno: con poderes ejecutivos considerables pero restringidos (monarquía constitucional), hasta lo completamente autocrático (monarquía absoluta).
En una monarquía, la jefatura del Estado o cargo supremo es:
- Personal, y estrictamente unipersonal (en algunos casos históricos se han dado diarquías, triunviratos, tetrarquías, y en muchas ocasiones se establecen regencias formales en caso de minoría o incapacidad o valimientos informales por propia voluntad).
- Vitalicia (en algunos casos históricos existieron magistraturas temporales con funciones similares, como la dictadura romana, y en muchos casos se produce la abdicación voluntaria o el derrocamiento o destronamiento forzoso, que puede o no ir acompañado del regicidio).
- Designada según un orden hereditario (monarquía hereditaria), aunque en algunos casos se elige, bien por cooptación del propio monarca, bien por un grupo selecto (monarquía electiva).

El término «monarquía» proviene del griego μονος mónos ‘uno’, y αρχειν arkhein: ‘mandar, guiar, gobernar’, interpretable como «gobierno de uno solo». A ese único gobernante se le denomina monarca o rey (del latín rex) aunque las denominaciones utilizadas para este cargo y su tratamiento protocolario varían según la tradición local, la religión o la estructura jurídica o territorial del gobierno (véase sección correspondiente). El Estado regido por un monarca también recibe el nombre de monarquía o reino.
El primer precedente europeo de esta institución, bajo el término concreto de «reino» (regnum), se dio tras la llegada de los suevos a la provincia romana de la Gallaecia (noroeste de Hispania) en el año 409, cuando acuerdan un foedus con Roma en el 410, por el que se establecen en la provincia y se otorga a su caudillo Hermerico (409-438) el título de rey (rex), aceptando como superior la autoridad del emperador de Roma. Así, en la Gallaecia, como primer reino (regnum) de Europa con tal denominación, se consolida el primer paso hacia la estructuración del poder político en el espacio europeo medieval en reinos bajo la autoridad moral, cada vez más meramente teórica, de un emperador.

## Situación actual

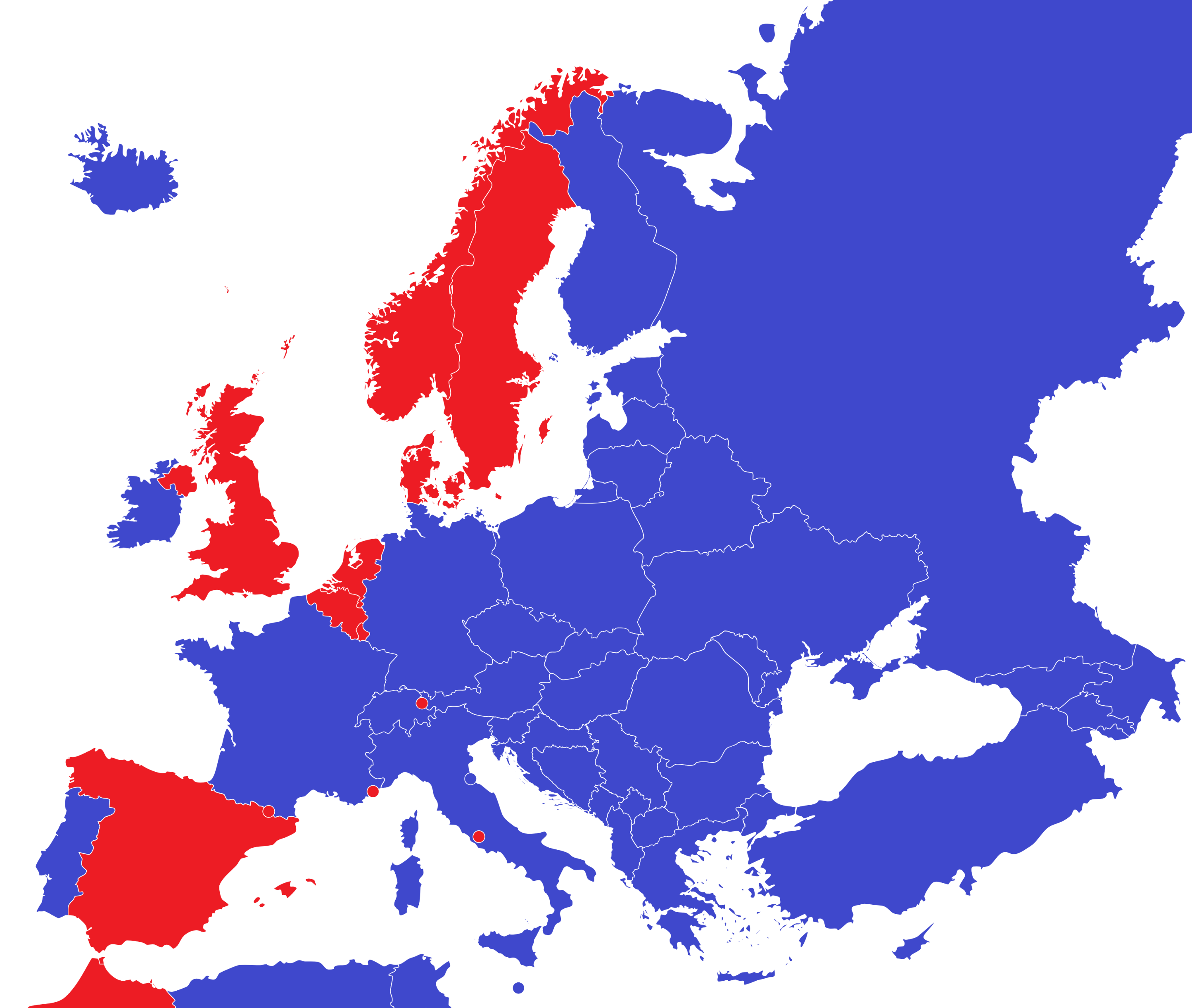
Sistemas de Estado en Europa
Monarquía
República

Suele insistirse en la idea de que el mantenimiento de la monarquía en la actualidad obedece a su papel como símbolo de la unidad nacional frente a la división territorial y su poder arbitral frente a los distintos partidos políticos. Cuando es el caso que el régimen político es democrático, reconociéndose la soberanía popular, el monarca pasa a ser la figura en la que se encarna el cargo de Jefe del Estado de forma vitalicia y hereditaria, con lo que su papel es fundamentalmente simbólico y representativo.
Esta definición es la que se suele identificar con las monarquías europeas, entre las que están las monarquías parlamentarias del Reino Unido, España, Noruega, Suecia, Dinamarca, los Países Bajos, Bélgica y Luxemburgo. También existen tres micro-Estados con monarquía (Liechtenstein, Mónaco y Andorra) y una monarquía electiva teocrática (Ciudad del Vaticano). Entre los países árabes las monarquías tienen distintos grados de apertura a la representación popular, mayor en Marruecos o Jordania y muy restringida en Arabia Saudita o los emiratos del golfo Pérsico (Kuwait, Baréin, Catar, Emiratos Árabes Unidos y Omán), Malasia (con monarquía rotatoria entre los diferentes sultanes) y Brunéi; excepto los dos primeros, todos ellos países que pueden calificarse de petroestados, y muchas veces tildados de plutocracias. Bután es la única monarquía del Subcontinente Indio, tras la reciente abolición de la monarquía en Nepal (2008); Japón (equiparable a las monarquías europeas), Tailandia y Camboya son las restantes monarquías de Extremo Oriente. En algunos pequeños estados africanos (Lesoto y Suazilandia, enclavados en la República Sudafricana) siguen manteniéndose monarquías tradicionales.
Un papel especial en las relaciones internacionales es el que cumple la monarquía británica, que mantiene un vínculo personal con la Mancomunidad de Naciones, de varios de cuyos Estados miembros continúa siendo el jefe de Estado titular a pesar de que sean estados independientes. El papel del rey de España en la Comunidad Iberoamericana de Naciones y las periódicas reuniones denominadas Cumbre Iberoamericana no es comparable, pues en rango protocolario es equivalente a los demás jefes de Estado.
Un rasgo de las monarquías europeas (a veces considerado como una actualización o búsqueda de legitimación popular) ha sido la incorporación de plebeyos a las familias reales, y la continuada presencia en los medios de comunicación de masas, incluyendo los escándalos propios de la prensa del corazón, desde la glamurosa boda de Grace Kelly con Raniero III de Mónaco (1956) y los espectaculares matrimonio, divorcio y muerte de Lady Di (1981-1997). Otro ha sido la reconsideración del papel de la mujer en la monarquía, para equipararla con el varón en la sucesión, reforma que han iniciado las monarquías nórdicas. En España se ha llegado a consultar al Consejo de Estado la conveniencia de alterar la línea de sucesión al trono regulada por la Constitución de 1978.

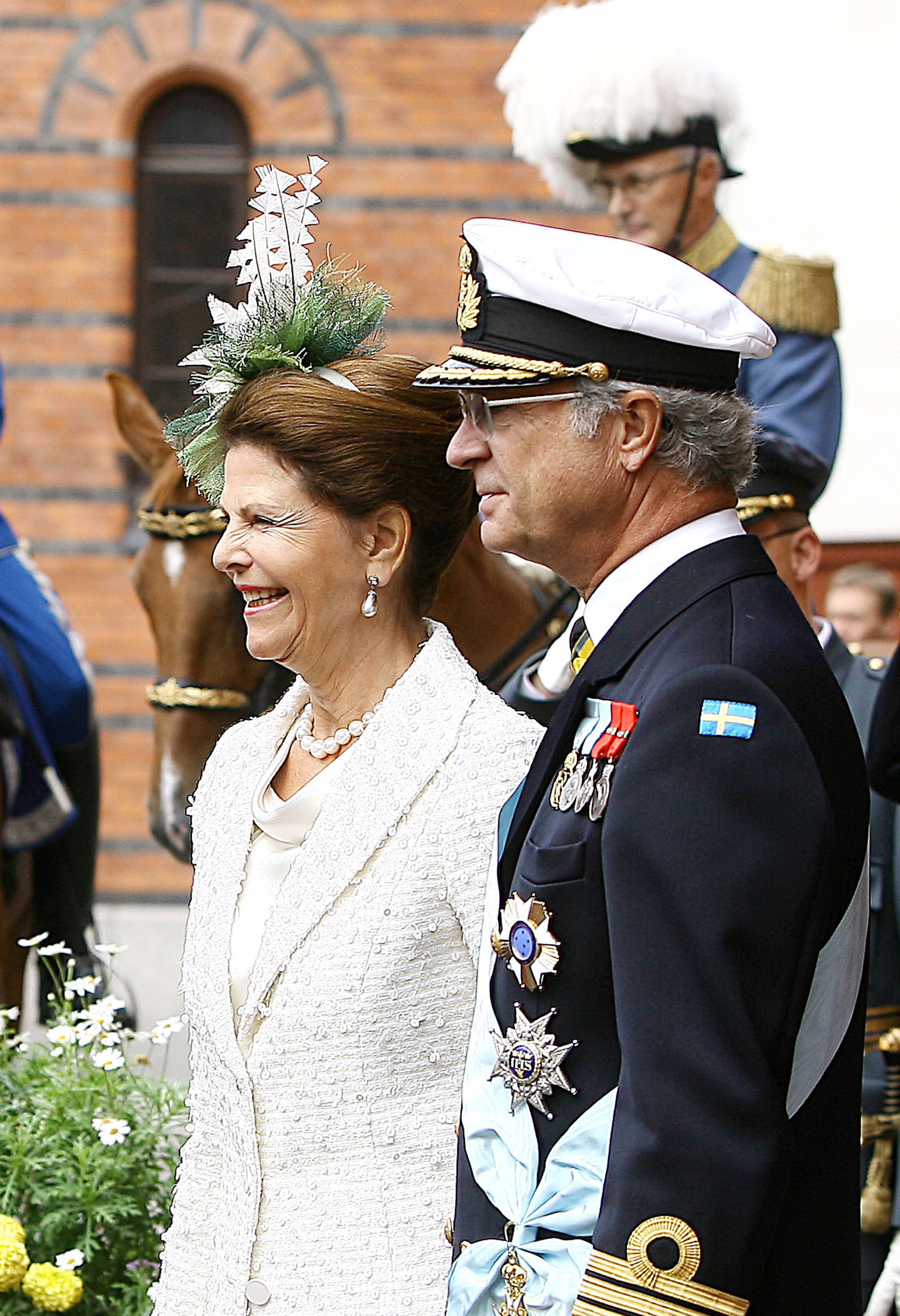
Los reyes de Suecia Carlos XVI Gustavo y Silvia. La ley sucesoria sueca ha impuesto la plena igualdad de varones y mujeres, con lo que la princesa heredera es la hija mayor, Victoria de Suecia, precediendo a su hermano varón de menor edad Carlos Felipe de Suecia, en contra de la tradicional prelación del varón en las sucesiones dinásticas.
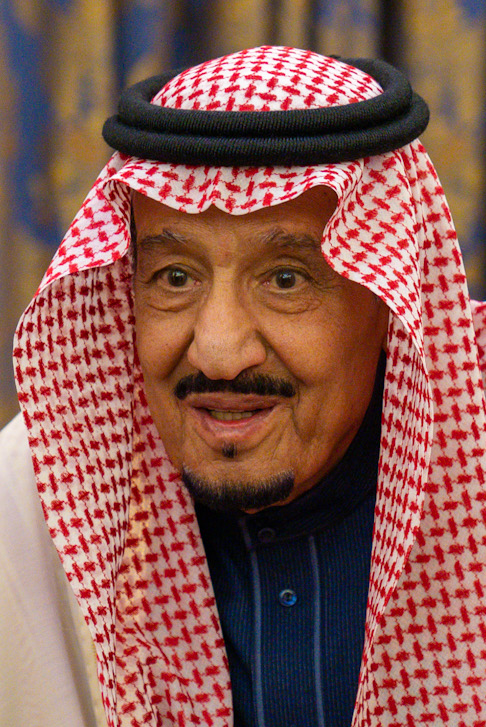
Salmán bin Abdulaziz, rey de Arabia Saudita, una monarquía islámica resistente a todo tipo de modernización, aparte de la financiera.
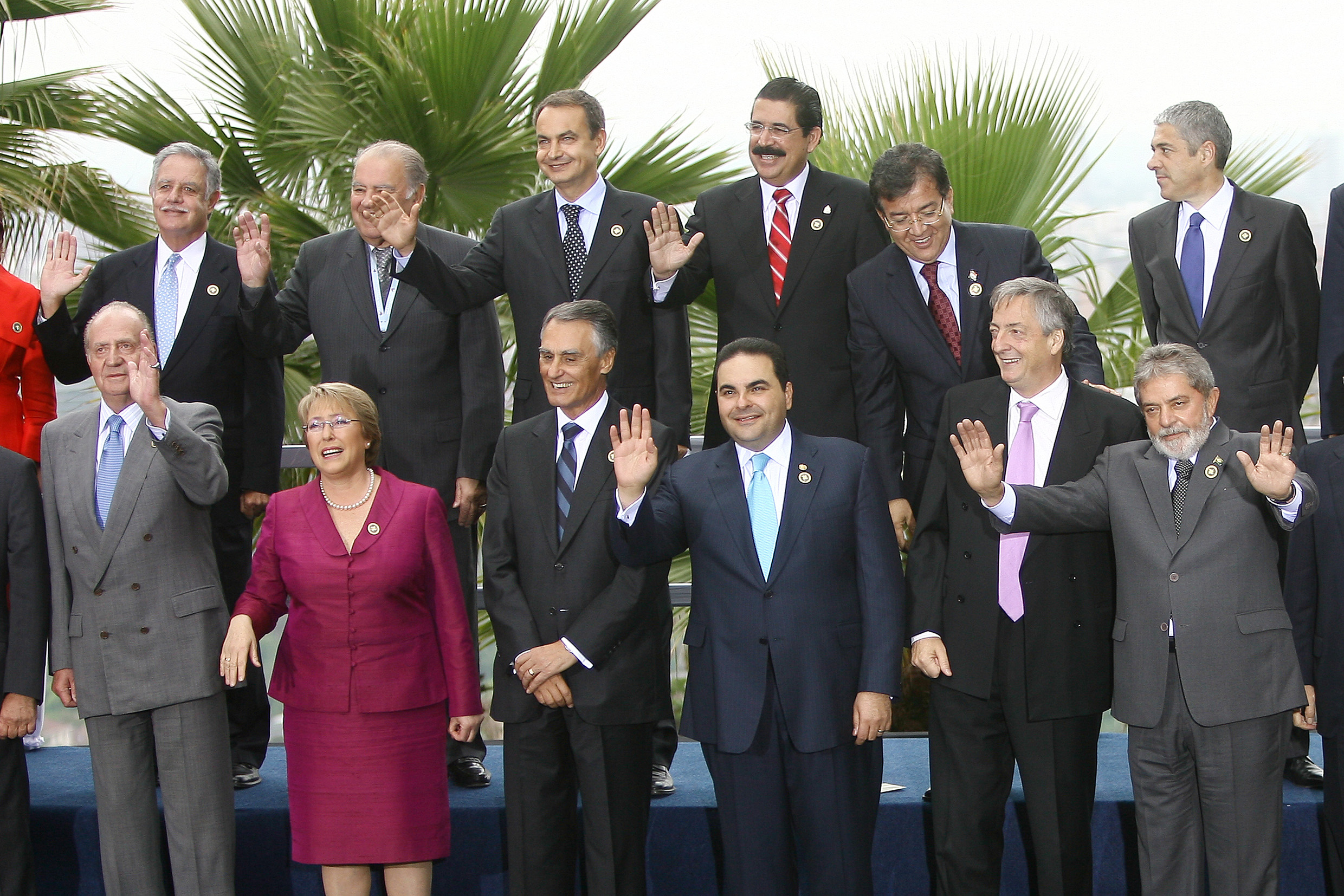
Cumbre Iberoamericana 2007, en la que Juan Carlos I, entonces rey de España, participó como Jefe de Estado con igual rango protocolario que los demás dirigentes.

## Monarquía y religión

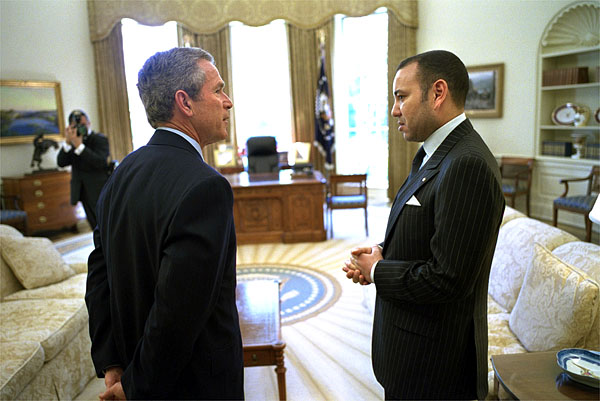
George Bush y Mohamed VI, rey de Marruecos, quien se considera descendiente del profeta Mahoma (23 de abril de 2002).

En algunas monarquías, sobre todo en las antiguas, dotaban al monarca (y también a su dinastía) de carácter divino, por ejemplo, los faraones de Egipto o los emperadores romanos. El apologista Eusebio de Cesarea justificaba la monarquía romana del siglo IV d. C. —en la persona del emperador Constantino— por el monoteísmo cristiano (así como solo hay un dios, hay un único soberano), en contraposición a la tiranía (no legitimada por Dios), a la oligarquía y a la democracia (la soberanía compartida se equiparaba al politeísmo, también inaceptable).

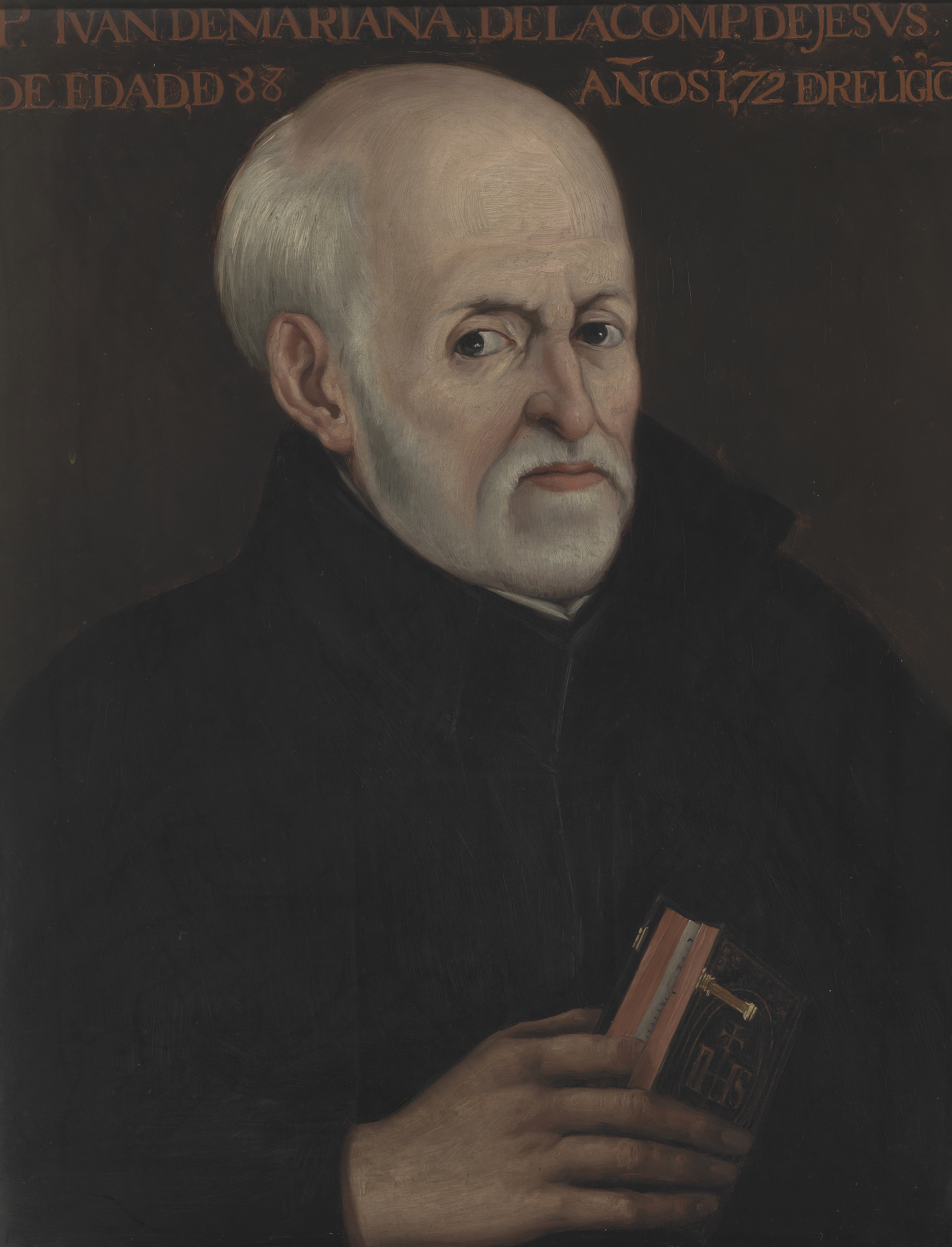
Retrato del jesuita español Juan de Mariana, autor de De rege et regis institutione (1599), obra en la que argumenta la legitimidad de una revolución o de la ejecución de un rey si actúa con tiranía.

Lejos de esta concepción del rey como dios, aunque los Estados sean aconfesionales, algunas monarquías parlamentarias siguen vinculadas a una determinada religión. Por ejemplo, España y Bélgica al catolicismo, Reino Unido y Países Bajos al protestantismo. Hay otros muchos ejemplos, actuales e históricos, como el de los zares, que hasta antes de la Revolución rusa que acabó con la dinastía Románov, estaban ligados a la Iglesia Ortodoxa. El califato otomano constituyó una monarquía sustentada sociopolíticamente en el islam, al igual que las actuales monarquías de Arabia Saudita y Marruecos. A diferencia de otros casos de monarquías, aún hoy en día existen sectores que defienden la idea de un retorno al califato, lo que abre la posibilidad y discusión acerca del restablecimiento de las monarquías en el Medio Oriente.
En la Antigüedad, el cambio de una monarquía a una república poco tenía que ver con el aspecto religioso, o el cambio de religión oficial con el cambio de forma de gobierno. Ni siquiera en la Edad Moderna con todos los movimientos en el terreno religioso: la Reforma, la Contrarreforma, el luteranismo, el calvinismo, etc.

## Tipos de monarquías
Según la teoría política[cita requerida] se pueden entender varios tipos de regímenes monárquicos:

### Monarquía absoluta
La monarquía absoluta es una forma de gobierno en la que es el monarca quien ejerce el poder sin restricciones en términos políticos, y en la mayor parte de los casos, también en los aspectos religiosos, o al menos con un gran componente espiritual. El lugar y el periodo histórico en que surge el modelo que se designa con ese nombre (Europa Occidental durante el Antiguo Régimen, particularmente la monarquía francesa de Luis XIV en torno a 1700) no impide que puedan considerarse rasgos muy similares en otros momentos y lugares, y con otros títulos de realeza (emperador en distintas entidades políticas, basileus en el Imperio bizantino, zar en Imperio ruso, etc.).
Rasgo distintivo de la monarquía absoluta es la no existencia de división de poderes: el Soberano es a la vez cabeza del gobierno, principal órgano legislativo (su voluntad es ley) y cúspide del poder judicial ante el cual se puede solicitar la revisión de los jueces inferiores. Como justificación ideológica, se entiende que la fuente de todo poder (Dios, según la teoría del derecho divino de los reyes) se lo transmite de forma completa. Sin embargo, en términos prácticos, no significaba realmente que un rey absoluto pudiera ejercer un poder absoluto entendido como ejercicio total del poder en toda circunstancia y sin intermediación. Estrictamente hablando, no hubo monarquías absolutas a partir de Carlomagno, pues en casi todos los reinos de Europa, los reyes mismos estaban supeditados a las Leyes del Reino. En España se les llamaban fueros. Con el advenimiento de los parlamentos estamentales medievales, que empiezan precisamente en España con las Cortes de Castilla, primer parlamento continental europeo mucho antes de la Carta Magna inglesa, las monarquías ven sus poderes reducidos en favor de los estamentos municipales.

Ejemplo de corona real, uno de los símbolos de monarquías europeas.

### Monarquía constitucional y monarquía parlamentaria
Históricamente, las limitaciones al poder de los monarcas surgen en Europa a partir de la crisis del Antiguo Régimen, que en algunos casos condujo a la supresión de la monarquía y la constitución de repúblicas (caso de Francia durante la Revolución francesa entre 1791 y 1804 o de Inglaterra durante la Revolución Inglesa entre 1649 y 1660) mientras que en otros (por ejemplo monarquía polaco-lituana 1569-1795) el rey acepta ceder parte de su poder y compartirlo con representantes elegidos. Si la cesión es por la mera voluntad del rey, no se considera una verdadera constitución, sino una carta otorgada (caso de Francia en la Restauración entre 1814 y 1830). Las verdaderas monarquías constitucionales son aquellas en que se define el principio de soberanía nacional, aunque se la haga residir no el pueblo (soberanía popular) sino, por ejemplo en las Cortes con el Rey (constitución española de 1845 y de 1876). El rey retiene así gran parte del poder, determinando un reparto de funciones en las que, principalmente, controla el poder ejecutivo. La primera moderna monarquía constitucional en el mundo fue República de las Dos Naciones con la primera Constitución en Europa de 3 de mayo de 1791
.
En la monarquía parlamentaria, el gobierno es responsable ante el Parlamento, que es inequívocamente el depositario de la soberanía nacional. Aunque el rey mantenga algunas competencias (más bien formales), como la capacidad de designar un candidato a la presidencia del gobierno, que no obstante no alcanzará el nombramiento hasta no obtener la confianza del parlamento. El rey sigue siendo el jefe de Estado, inviolable e irresponsable en el ejercicio de su cargo, y ostenta la más alta representación de la nación en las relaciones internacionales, aunque sus poderes son prácticamente simbólicos. Suele resumirse en la expresión el rey reina, pero no gobierna (expresión debida a Jan Zamoyski). Cualquiera de sus actos oficiales ha de ser respaldado por el gobierno, sin cuyo consentimiento no puede efectuarlos. El ejemplo clásico de monarquía parlamentaria es el Reino Unido de Gran Bretaña e Irlanda del Norte (desde la Revolución Gloriosa de 1688), que además no posee una constitución codificada sino un corpus de leyes y prácticas políticas que conforman su constitución. Se han dado algunos casos que comprometen las funciones de un rey en una monarquía parlamentaria, como fue la objeción de conciencia de Balduino I de Bélgica (que suspendió temporalmente sus funciones para no firmar la ley del aborto en 1990), o la intervención de Juan Carlos I para impedir que la mayoría del ejército se sumase al Golpe de Estado en España de 1981 (en un momento en que tanto el Gobierno como el Congreso de los Diputados estaban secuestrados). La Constitución Española de 1978 (que define el sistema político como monarquía parlamentaria) reserva al rey la jefatura suprema de las Fuerzas Armadas de España. En algunos textos se habla de la existencia de un poder arbitral que sería el que ejercería el rey.

### Monarquías híbridas
A lo largo de la historia han existido sistemas de gobierno a medio camino entre la monarquía absoluta y la constitucional, en donde el monarca se ve obligado a ceder parte de su poder a un gobierno en ocasiones democrático, pero sigue manteniendo una importante influencia política. La evolución ha sido muy diferente según los países, y depende del derecho comparado. Sin embargo, los monarcas de países árabes tales como Marruecos siguen ostentando casi todo el poder en sus manos. En dos pequeños países europeos como Mónaco y Liechtenstein, ambos principados, se da este sistema híbrido. Ambos príncipes conservan bastante poder político, en especial el soberano de Liechtenstein, que hizo un referéndum en 2003 para conservar y aumentar sus poderes, en el que salió exitoso, consolidando una cosoberanía entre el príncipe y el pueblo y teniendo el poder de vetar cualquier ley del parlamento y poder disolverlo cuando quiera.
Además de eso, existen monarquías de otros momentos históricos como la de los regímenes feudales, en las cuales el monarca es un señor feudal más. Su poder se limita a su feudo y a las relaciones de vasallaje existentes con nobles inferiores.

### Monarquía electiva
La monarquía electiva es una forma de gobierno en la cual el monarca es elegido por votación a través de algún mecanismo de naturaleza variable. A diferencia de la democracia, los electores y los candidatos pertenecen a algún cuerpo restringido, por el cargo ocupado, la pertenencia a un estamento (nacimiento), o algún tipo de condición personal o social. En el presente quedan pocos países con esta forma de gobierno; uno de ellos es Malasia.

## Tratamiento protocolario
El cargo de monarca se denomina rey (o reina si el cargo lo ocupa una mujer). Reina también se llama a la esposa del rey (la reina consorte), mientras que el esposo de una reina que sea reina por derecho propio no suele recibir el tratamiento de rey, sino el de consorte de la reina. La palabra rey es la propia del idioma español, pero se suele aplicar de forma general a cualquier monarquía, aunque es muy habitual que se utilice, en vez de rey, el nombre original de ese título, castellanizado o no, sobre todo para los de culturas lejanas. En cambio, no se suele utilizar el nombre del título en otras lenguas romances o en las germánicas. La denominación del título que ostenta un rey (cuyo valor protocolario suele ser considerado muy importante a efectos políticos y sociales) tiene una gran variación en el tiempo y en el espacio; utilizándose denominaciones muy diversas según la tradición local, la religión o la estructura jurídica o territorial del gobierno. Estos son los títulos regios más utilizados históricamente en distintas partes del mundo:
En Europa:
- rex (en latín, del que derivan rei en portugués, gallego, asturiano o catalán, rey en castellano, roi en francés, re en italiano, rege en rumano)
- kuningaz (en protogermánico, del que derivan cyning en anglo-sajón, king en inglés, könig en alemán, konink en neerlandés, kung o konge en las lenguas escandinavas)
- király (en húngaro, un idioma europeo pero no indoeuropeo)
- basileus (en griego, que pasó a ser una magistratura con funciones predominantemente religiosas en las polis clásicas)
- emperador (o emperatriz), del latín imperator (el máximo poder militar en la República romana, que pasó a ser función propia y esencial del emperador romano). El título se utilizaba de forma conjunta, y en la práctica equivalente, con los de Princeps, Augusto y César. De este último (el cognomen de Gaius Iulius Caesar -Julio César-, que significa cabellera, irónicamente, por ser calvo) derivan fonéticamente los de:

- káiser (en alemán)
- zar (en ruso y también en algunas otras lenguas eslavas)

Por regla general, se considera que un emperador o rey de reyes es un monarca de un imperio, es decir, de una estructura política de gran extensión; que, o bien es supraestatal (por encima de varios estados, cada uno de los cuales puede tener su propio rey, que en algunos casos, como era corriente en el feudalismo, son vasallos del emperador), o bien es supranacional, es decir, que extiende su soberanía sobre varias naciones. No obstante en las relaciones internacionales modernas (desde los Tratados de Westfalia, 1648) es muy habitual que el título imperial, vacío de la mayor parte de su contenido antiguo o medieval, se utilice simplemente como un título pretencioso, que la cortesía diplomática consiente en utilizar, pero sin que implique un mayor poder (véase Poderes universales).
- judike (en sardo, del iudices -juez- latino). La identificación de juez con el rey, además de ser una de sus funciones esenciales, parte de los jueces de Israel (Libro de los Jueces, anterior al Libro de los Reyes en la Biblia) y también se aplicó en otros casos, como los jueces de Castilla que precedieron a los Condes de Castilla.

En el mundo islámico:
- malik (en árabe, equivalente a rey)
- califa (en árabe, con el significado de sucesor -del profeta Mahoma-, máximo líder político y religioso)
- emir (en árabe, que comenzó siendo un gobernador provincial para pasar a designar a un gobernante independiente en la práctica véase emirato de Córdoba, primero dependiente y luego independiente, hasta que se convirtió en Califato de Córdoba)
- sultán (en árabe, aplicado sobre todo en el Imperio otomano, donde el gobierno efectivo se ejercía por un visir)
- rajá (nombre oficial del soberano de Perlis, uno de los Estados malayos)
- yang di-pertuan agong (nombre oficial del Rey de Malasia; una variante es el de yang di-Pertuan besar, nombre oficial del soberano de Negeri Sembilan, uno de los Estados malayos)

En África:
- negus (en Etiopía)
- askia (en el Imperio Songhay)

En Asia:
- wang (en chino, equivalente a rey)
- tianzi (en chino)
- huangdi (en chino, equivalente a emperador)
- tennō (en japonés, equivalente a emperador -antiguamente, mikado; aunque el gobierno efectivo se ejercía por un shōgun, que en sus relaciones con el Imperio chino se aplicaba a sí mismo el título chino de wang -rey- lo que al mismo tiempo le proporcionaba al shogun un rango regio y preservaba la superioridad e independencia protocolaria del tenno y el imperio japonés frente a China -'véase sinocentrismo-)
- gran kan (en el Imperio mongol)
- gran mogol (en la India)
- majarash o rash (en sánscrito e hindi)
- sah (en persa, los emperadores de Persia se denominaban shāhān shāh -rey de reyes-)

En Oceanía:
- o le ao o le malo (nombre oficial del soberano de Samoa)

En Canarias y América prehispánica:
- mencey (entre los guanches de Canarias)
- cacique (en el Caribe, aplicado por los cronistas de Indias a cualquier otra entidad política indígena de América)
- tlatoani (en náhuatl -Mesoamérica-)
- ajaw (en maya -Mesoamérica-)
- cazonci (en purépecha o tarasco - Mesoamérica-)
- inca (en quechua, en la zona andina de Sudamérica)
- Zipa y Zaque (en Muysccubun, en la parte norte de la Cordillera de los Andes en Sudamérica)

Otros títulos nobiliarios, pueden a veces, según la circunstancia histórica, llevar consigo la consideración de soberanía y equipararse a la realeza:
- gran duque
- archiduque
- barón
- duque
- conde
- vizconde
- margrave
- marqués
- voivoda
- príncipe
- copríncipe
- señor

Los tratamientos protocolarios de la monarquía suelen incluir distintas variantes del término majestad, y en algunas ocasiones el de alteza, aunque este último suele aplicarse a los miembros de la familia real.

## Cronologías de monarquías

### África
- Califas Abasidas en Egipto (750-1258)
- Califas Almohades (1130-1269)
- Emperador Centroafricano (1976-1979)
- Faraones de Egipto (3050 a. C.-30 a. C.)
- Monarcas de Etiopía (1270-1974)
- Reyes de Burundi (ca. 1530-1966)
- Reyes de Egipto (1922-1953)
- Reyes de Esuatini (Suazilandia)
- Reyes de Kush (ca. 806 a. C.-320 d. C.)
- Reyes de Lesoto (Basutolandia)
- Reyes de Libia (1951-1969)
- Reyes de Madagascar (ca. 1540-1897)
- Reyes de Marruecos
- Reyes de Ruanda (ca. 1350-1961)
- Reyes de Túnez (1705-1956)

### América
- Emperadores Mayas (750-900)
- Emperadores tepanecas (995-1426)
- Reyes Maya K'iche' (1225-1524)
- Tlatoanis de Tenochtítlan (1325-1521)
- Emperadores Incas (1250-1533)
- Reyes aymaras (1200-1430)
- Reyes de Haití (1806-1820) y (1925-1929)
- Emperadores de Haití (1804-1806) y (1847-1859)
- Emperadores de Brasil (1822-1889)
- Emperadores de México (1821-1823) (1864-1867)
- Reyes de Brasil (1807-1822)
- Reyes de la Araucanía y la Patagonia (1860-1862)
- Príncipes de Bolivia (1898-1933)
- Reyes afrobolivianos
- Reyes de Antigua y Barbuda
- Reyes de Aruba
- Reyes de Canadá
- Reyes de Curazao
- Reyes de Bahamas
- Reyes de Barbados (1966-2021)
- Reyes de Belice
- Reyes de Granada
- Reyes de Jamaica
- Reyes de Mosquitia (1625-1908)
- Reyes de San Cristóbal y Nieves
- Reyes de San Vicente y las Granadinas
- Reyes de Santa Lucía
- Reyes de San Martín

### Asia
- Califas abasidas (756-1258)
- Califas fatimíes (909-1171)
- Condes de Edesa (1098-1149)
- Condes de Trípoli (1102-1289)
- Dalái lamas tibetanos (1391-1959)
- Emires de Catar
- Emperadores de Corea (1897-1910)
- Emperadores de China (221 a. C.-1911)
- Emperadores de Japón
- Emperadores y reyes kushan (1-375)
- Emperadores maurya (320-185 a. C.)
- Emperadores mogoles (1526-1707)
- Emperadores de Nicea (1204-1261)
- Emperadores sunga (185-73 a. C.)
- Emperadores tangut (1038-1227 d. C.)
- Emperadores de Vietnam (1802-1945)
- Emperadores Wei (187-265)
- Emperadores Wu (156-280)
- Jaganes mongoles (1206-1240)
- Monarcas de Baréin
- Monarcas de Kuwait
- Presidentes de los Emiratos Árabes Unidos El Presidente de los Emiratos Árabes Unidos es un monarca
- Primeros Ministros de los Emiratos Árabes Unidos El Primer Ministro de los Emiratos Árabes Unidos es un monarca
- Príncipes de Antioquía (1098-1268)
- Reyes de Afganistán (1709-1973)
- Reyes de Arabia Saudita
- Reyes de Asiria (¿2020 a. C.?-609 a. C.)
- Reyes de Ayutthaya (1350-1767)
- Reyes de Babilonia (1894 a. C.-539 a. C.)
- Reyes de Birmania (1752-1885)
- Reyes de Bitinia (376 a. C.-75 a. C.)
- Reyes de Bután
- Reyes de Camboya
- Reyes Elamitas (2500 a. C.-644 a. C.)
- Reyes Grecobactrianos (250 a. C.-130 a. C.)
- Reyes de Irak (1921-1958)
- Reyes de Israel (1020 a. C.-722 a. C.)
- Reyes de Jerusalén (1099-1291)
- Reyes de Jordania
- Reyes de Judá (926 a. C.-587 a. C.)
- Reyes Kidaritas (siglo IV)
- Reyes de Laos (1949-1975)
- Reyes de Malasia
- Reyes de Nepal (1768-2008)
- Reyes de Pérgamo (282 a. C.-123 a. C.)
- Reyes de Persia-Irán (700 a. C.-1979)
- Reyes del Ponto (301 a. C.-63 a. C.)
- Reyes de Ryūkyū (1429-1879)
- Reyes de Tailandia
- Reyes de Yemen (1918-1966)
- Sultanes de Brunéi
- Sultanes Gaznávidas (962-1186)
- Sultanes Gúridas (1149-1212)
- Sultanes de Joló (1450-1917)
- Sultanes Khilji de Delhi (1290-1321)
- Sultanes Khilji de Malwa (1436-1531)
- Sultanes Moros de Filipinas
- Sultanes de Maldivas (1153-1968)
- Sultanes de Omán
- Sultanes Otomanos (osmanlíes) (1281-1922)
- Sultanes Selyúcidas de Rum (1077-1307)
- Sultanes Tahíridas (820-872)

### Europa
- Califas Omeyas de Córdoba (929-1031)
- Copríncipes de Andorra
- Emires almorávides (1062-1147)
- Reyes de Prusia y emperadores de Alemania (1701/1870-1918)
- Emperadores de Austria, también reyes de Hungría y Bohemia (1804-1918)
- Emperadores del Imperio latino de Constantinopla (1204-1261)
- Emperadores carolingios del Sacro Imperio y reyes germánicos (800-1806)
- Emperadores romanos (27 a. C.-476)
- Emperadores romanos de Oriente (bizantinos) (395-1453)
- Grandes duques de Lituania (1251-1795)
- Grandes duques de Luxemburgo
- Grandes duques de Toscana (812-1860)
- Reyes francos de Galia y de Francia (420-1870)
- Papas (jefes de Estado de los Estados Pontificios hasta 1870 y desde 1929 de la Ciudad del Vaticano)[10]
- Príncipes de Liechtenstein
- Príncipes de Mónaco
- Príncipes de Transilvania (1541-1711)
- Reyes antigónidos de Macedonia (283 a. C.-168 a. C.)
- Reyes de Albania (1928-1939)
- Reyes de Aragón (809-1516)
- Reyes de Asturias (718-925)
- Reyes de Baviera (1805-1918)
- Reyes de Bélgica
- Reyes de Bohemia (1098-1918)
- Reyes de Bulgaria (605-1946)
- Reyes de Bretaña (874-952)
- Reyes de Castilla (762-1700)
- Reyes de Croacia (1941-1943)
- Reyes de Dinamarca
- Reyes de Escocia (842-1625)
- Reyes de España
- Reyes de Etruria (1801-1807)
- Anexo:Monarcas de Francia (987-1814)
- Reyes de Galicia (914-1833)
- Reyes de Georgia (588-1810)
- Reyes de Grecia (1833-1974)
- Reyes de Gwynedd (c. 450-1282)
- Reyes de Hungría (1000-1918)
- Reyes de Italia (1861-1946)
- Reyes de León (910-1301)
- Reyes de Mallorca (1262-1375)
- Reyes de Montenegro (1910-1918)
- Reyes de Nápoles y Sicilia (1071-1860)
- Reyes de Navarra (810-1791)
- Reyes de Noruega
- Reyes de los Países Bajos
- Reyes de Piamonte-Cerdeña (1720-1861)
- Reyes de Polonia (1025-1795)
- Reyes de Portugal (1093-1910)
- Reyes de Powys (Siglo v-1160)
- Reyes del Reino Unido
- Reyes de Roma (753 a. C.-510 a. C.)
- Reyes de Rumanía (1866-1947)
- Reyes de Sajonia (1806-1918)
- Reyes de Serbia (1882-1918)
- Reyes de Suecia
- Reyes Suevos (409-585)
- Reyes de Valencia (1238-1700)
- Reyes Vándalos (407-534)
- Reyes Visigodos de Hispania (369-720)
- Reyes de Westfalia (1807-1813)
- Zares de Rusia (1546-1917)
- Sultanes Nazaríes de Granada (1238-1492)
- Orden de Malta (Estado no territorial reconocido internacionalmente)

### Oceanía
- Reyes de Fiyi (1871-1874)
- Reyes de Hawái (1795-1894)
- Reyes del Imperio Tuʻi Tonga (950-1875)
- Reyes de Tahití (1788-1880)
- Reyes de Australia
- Reyes de Nueva Zelanda
- Reyes de Papúa Nueva Guinea
- Reyes de Samoa
- Reyes de Tonga
- Reyes de Tuvalu

### Otros subtipos de Monarquía
- Monarquía electiva
- Monarquía feudal
- Monarquía autoritaria
- Monarquía popular
- Monarquía Católica
- Monarquía federal